# ثعبان أعمى هندي
ثعبان أعمى هندي (الاسم العلمي: Indotyphlops)، جنس ثعابين من فصيلة الثعابين العمياء. يضم الجنس 23 نوعًا تستوطن آسيا.

## الأنواع
يضم جنس الثعبان الأعمى الهندي 23 نوعًا مقبولًا
- Indotyphlops ahsanai (Khan, 1999)
- Indotyphlops albiceps (جورج ألبرت بولينغر, 1898) - ثعبان أعمى أبيض الرأس
- Indotyphlops braminus (Daudin, 1803) - ثعبان أعمى براهمي أو ثعبان أصيص الزهور، أو ثعبان الرباط.
- Indotyphlops exiguus (جورجيو جان, 1864) - ثعبان دودي بلجاوم
- Indotyphlops filiformis (أندريه ماري كونستن ديميريل & غابرييل بيبرون, 1844) - ثعبان دودة الملف
- Indotyphlops fletcheri (Wall, 1919)
- Indotyphlops jerdoni (Boulenger, 1890) - ثعبان دودة جيردون
- Indotyphlops lankaensis (إدوارد هاريسون تايلور, 1947) -ثعبان دودة سيريلانكا
- Indotyphlops lazelli (Wallach & Pauwels, 2004)
- Indotyphlops leucomelas (Boulenger, 1890) - ثعبان دودي مرقش
- Indotyphlops longissimus (A.M.C. Duméril & Bibron, 1844) - ثعبان دودي طويل
- Indotyphlops loveridgei (Constable, 1949) - ثعبان دودي لوفريدج
- Indotyphlops madgemintonae (Khan, 1999)
- Indotyphlops malcolmi (Taylor, 1947) - ثعبان دودي مالكولم
- Indotyphlops meszoelyi (Wallach, 1999) - Darjeeling worm snake
- Indotyphlops mollyozakiae (Wallach, 2020) - Molly Ozaki’s blind snake
- Indotyphlops pammeces (ألبرت غونتر, 1864) - South India worm snake
- Indotyphlops porrectus (Stoliczka, 1871) - slender worm snake
- Indotyphlops schmutzi (والتر أوفنبيرغ, 1980) - Schmutz's worm snake
- Indotyphlops tenebrarum (Taylor, 1947)
- Indotyphlops tenuicollis (فيلهلم بيترز, 1864) - Samagutin worm snake
- Indotyphlops veddae (Taylor, 1947) - Vedda worm snake
- Indotyphlops violaceus (Taylor, 1947) - violet worm Snake

تنبيه: تشير الأسماء العلمية التي بين قوسين إلى أن النوع وصف في الأصل في جنس آخر غير الثعبان الأعمى الهندي.

## للاستزادة
- Hedges, S. Blair; Marion, Angela B.; Lipp, Kelly M.; Marin, Julie; Vidal, Nicolas (2014). "A taxonomic framework for typhlopid snakes from the Caribbean and other regions (Reptilia, Squamata)". Caribbean Herpetology 49: 1-61. (Indotyphlops, new genus, pp. 37–38).